# Glenea wongi
Glenea wongi är en skalbaggsart som beskrevs av Hüdepohl 1987. Glenea wongi ingår i släktet Glenea och familjen långhorningar. Inga underarter finns listade i Catalogue of Life.